# Дудикевич Володимир Феофілович
Володимир Феофілович Дудикевич (4 січня 1861, Станиславів (нині Івано-Франківськ) — 23 червня, 1922 Ташкент) — правник, адвокат, політичний діяч Галичини, посол до Галицького крайового сейму. Лідер галицьких москвофілів, після їхнього розколу — новокурсник.

## Біографія
Народився в сім'ї греко-католицького священника. Під час навчання очолював товариство студентів-москвофілів «Буковина». Ідеолог москвофільства, співзасновник і керівник «Русской народной организации» (1900 р.), член Ставропігійського інституту (1904 р.), редакцій часописів «Русское слово» і «Прикарпатская Русь». 
Здобув ступінь доктора права у Віденському університеті. Працював директором гімназії в Станиславові, адвокатом у Коломиї.
Пізніше став лідером «Народного Совєта» Русской народной организации, послом до Галицького крайового сейму (9-го скликання, обраний в окрузі Лопатин — Броди — Радехів (IV курія), входив до складу «Російського клубу» («Русского клуба»), його голова в 1908—1909 роках, заступник — о. Колпачкевич Антоній). Проголосив «новий курс» галицьких москвофілів після їх розколу на старорусинів та «росіян» («русских», новокурсників) у 1909 році. Суть «нового курсу» полягала в засвоєнні модерної російської ідентичности. Член багатьох організацій москвофілів, голова «Кредитного общества самопомощи» в Коломиї.
Напередодні Першої світової війни переїхав до Києва, де очолив «Карпато-русский освободительный комитет» (під час російської окупації Галичини — «Русский народный совет Прикарпатской Руси»), координатор допомоги біженцям з Галичини до Росії. Співпрацював з російською окупаційною адміністрацією після захоплення Галичини російськими військами під час Першої світової війни. Після відступу російської армії втік до Росії, перебував на Поволжі; також у Середній Азії.
Розстріляний більшовиками в Ташкенті (за іншими відомостями помер у більшовицькій тюрмі).